# Montagne à Simoneau
La montagne à Simoneau fait partie des bas plateaux des Appalaches tout près de Ham-Nord ; elle est située dans la municipalité régionale de comté d'Arthabaska et la région administrative du Centre-du-Québec au Québec. Il culmine à 625 mètres d'altitude.